# Glaucocharis aeolocnemis
Glaucocharis aeolocnemis är en fjärilsart som beskrevs av Edward Meyrick 1931. Glaucocharis aeolocnemis ingår i släktet Glaucocharis och familjen Crambidae. Inga underarter finns listade i Catalogue of Life.